# 台南市学甲区学甲国民小学

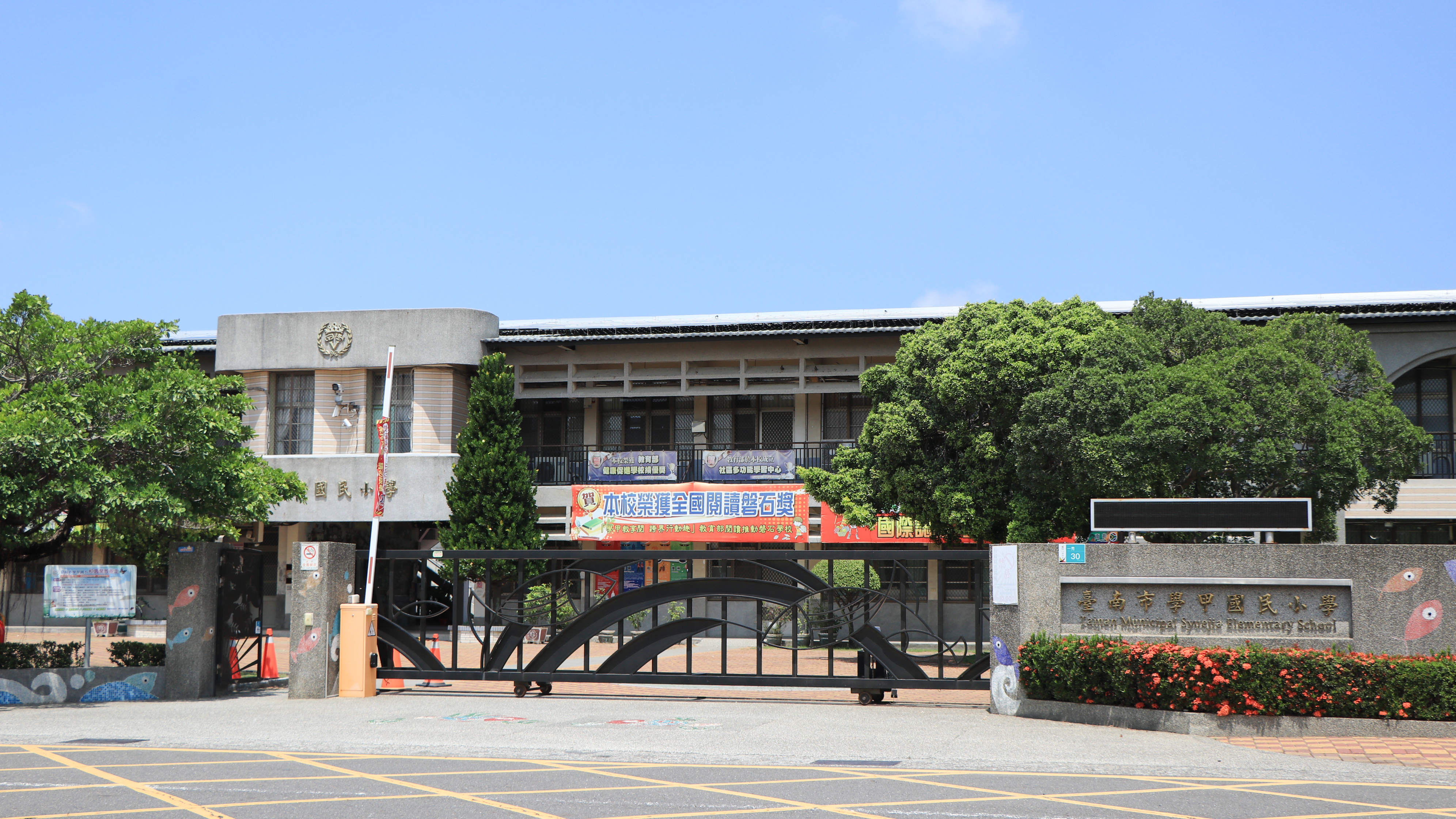
学甲小学校校門

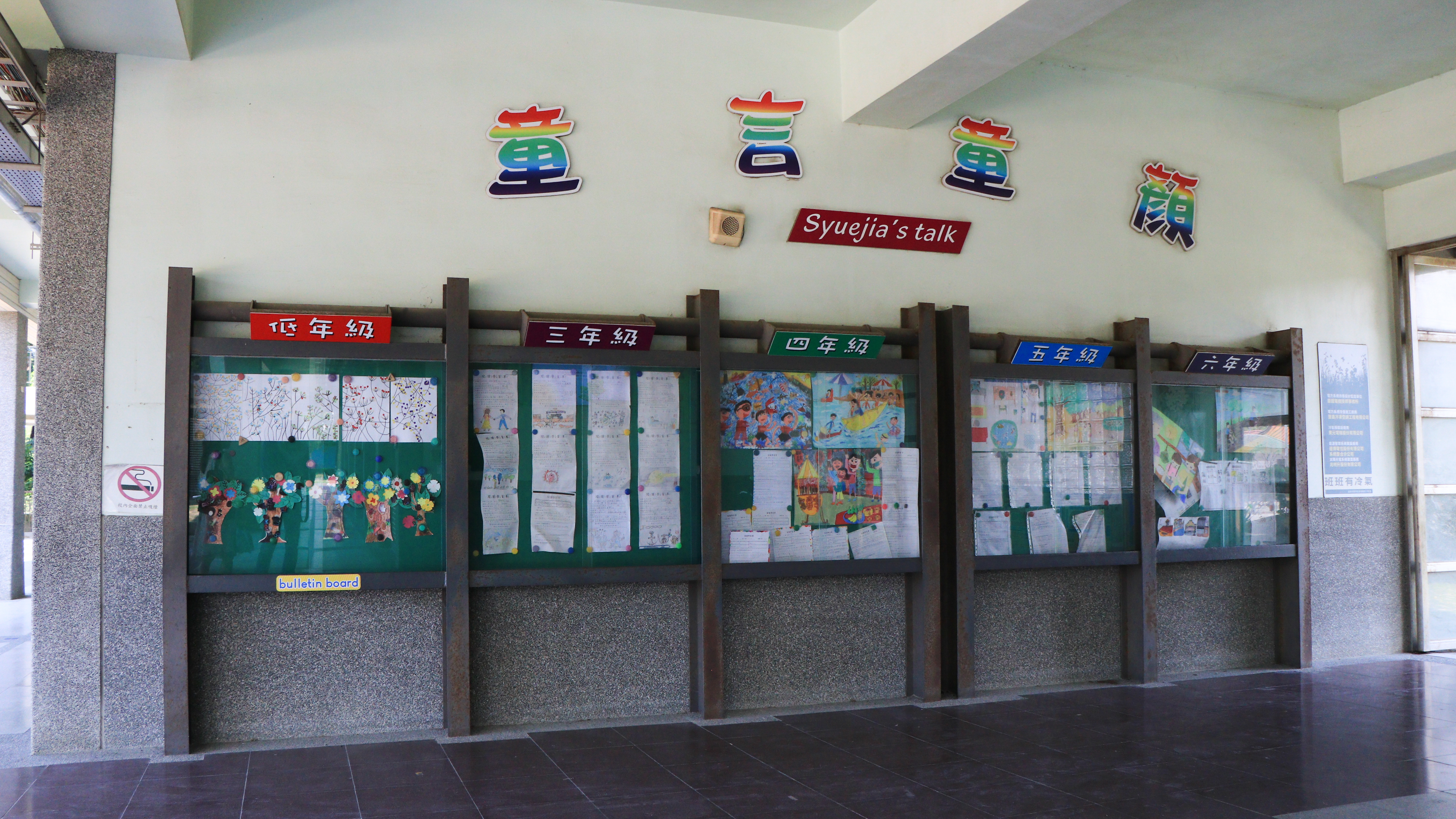
校内の掲示板

台南市学甲区学甲国民小学（たいなんしがっこうくがっこうこくみんしょうがく）は、台湾台南市学甲区に位置する市立の国民小学校である。
前身は学甲公学校で、1918年に現在の私立天仁工商の位置に移った。
その後、生徒の数が多くなったため、1937年の学甲都市計画に合わせ、1940年に現在学甲国民小学の位置に校舎が移った。
2018年、旧校舎が台南市歴史的建築に登録された。

## 歴史
- 1906年、学甲公学校が設立され、学甲慈済宮の部屋を借りて授業を行った。
- 1918年、新しい校舎に移り、「頂溪洲分教場」が設立された。
- 1922年、二年制高等科を増設し、「中洲分教場」が設立された。「頂溪洲分教場」は独立され頂溪洲公学校になった。
- 1923年、「宅子港分教場」が設立された。
- 1926年、「中洲分教場」は独立され中洲公学校になった。
- 1939年、「宅子港分教場」は独立され宅子港公学校になった。
- 1940年、学甲公学校は現在位置する場所に移った。
- 1941年、《台湾教育令》の修正及び、学甲国民学校に改称された。
- 1946年、戦後は台南県学甲郷第一国民学校に改名された。
- 1947年、台南県学甲郷学甲国民学校に改名された。
- 1957年、新栄、文化、美和、達明の四つの分校が設立された。
- 1961年、新栄分校が独立され、「東陽国民学校」に命名された。そして文化、美和二つの分校が東陽国民学校に属していた。
- 1968年、九年一貫国民義務教育が実施されたため「台南県学甲町学甲国民小学校」に改名された。
- 1993年、「学甲国民小学校附設補習学校」が設立された。
- 1996年、「特殊教育クラス」が設立された。
- 2006年、創校100周年記念イベントが開催された。
- 2010年12月25日、台南市と台南県が一つ直轄市に合併した故、「台南市学甲区学甲国民小学校」に改名された。
- 2014年から2017年まで、台南市の健康促進総合センター学校を目指し、教育省コミュニティ多目的学習センターとして設立された。
- 2016年4月、創校110周年記念イベントが開催された。[2]

## 歷代校長
| 日本政府が統治していた時期 |            |                               |      |
| 任期順番                   | 名前       | 任期                          | 備考 |
| 第一任                     | 鈴木徹     | 1906年2月20日－1913年8月13日  |      |
| 第二任                     | 勝又珉造   | 1913年8月13日－1919年7月8日   |      |
| 第三任                     | 木村正喜   | 1919年7月8日－1920年9月1日    |      |
| 第四任                     | 井上富士   | 1919年9月1日－1919年10月5日   |      |
| 第五任                     | 古賀房次郎 | 1920年10月5日－1923年4月14日  |      |
| 第六任                     | 土持武熊   | 1923年4月27日－1938年9月22日  |      |
| 第七任                     | 前元真良   | 1938年9月22日－1941年10月25日 |      |
| 第八任                     | 片山侄     | 1941年10月25日－1944年3月31日 |      |
| 第九任                     | 勝木俊美   | 1944年3月31日－1945年8月31日  |      |

| 中華民国政府が統治している時期 |        |                              |          |
| 任期順番                       | 名前   | 任期                         | 備考     |
| 第一任                         | 陳紅   | 1945年8月31日－1947年8月31日 |          |
| 第二任                         | 李廷燕 | 1947年9月1日－1971年1月1日   |          |
| 第三任                         | 蘇瑞太 | 1971年1月1日－1976年7月31日  |          |
| 第四任                         | 林聰明 | 1976年8月1日－1990年7月31日  |          |
| 第五任                         | 許崑林 | 1990年8月1日－1991年11月1日  |          |
| 第六任                         | 莊登進 | 1991年11月2日－1992年2月28日 | 代理校長 |
| 第七任                         | 李振福 | 1992年3月1日－1997年9月1日   |          |
| 第八任                         | 吳春明 | 1997年9月1日－2005年7月31日  |          |
| 第九任                         | 李素珍 | 2005年8月1日－2009年7月31日  |          |
| 第十任                         | 林炳宏 | 2009年8月1日－2015年7月31日  |          |
| 第十一任                       | 蔡玉葉 | 2015年8月1日－2019年6月30日  |          |
| 第十二任                       | 方啟丞 | 2019年7月1日－2019年7月31日  | 代理校長 |
| 第十三任                       | 陳敏男 | 2019年8月1日－今迄           |          |